# Christian Meyer (Politiker)

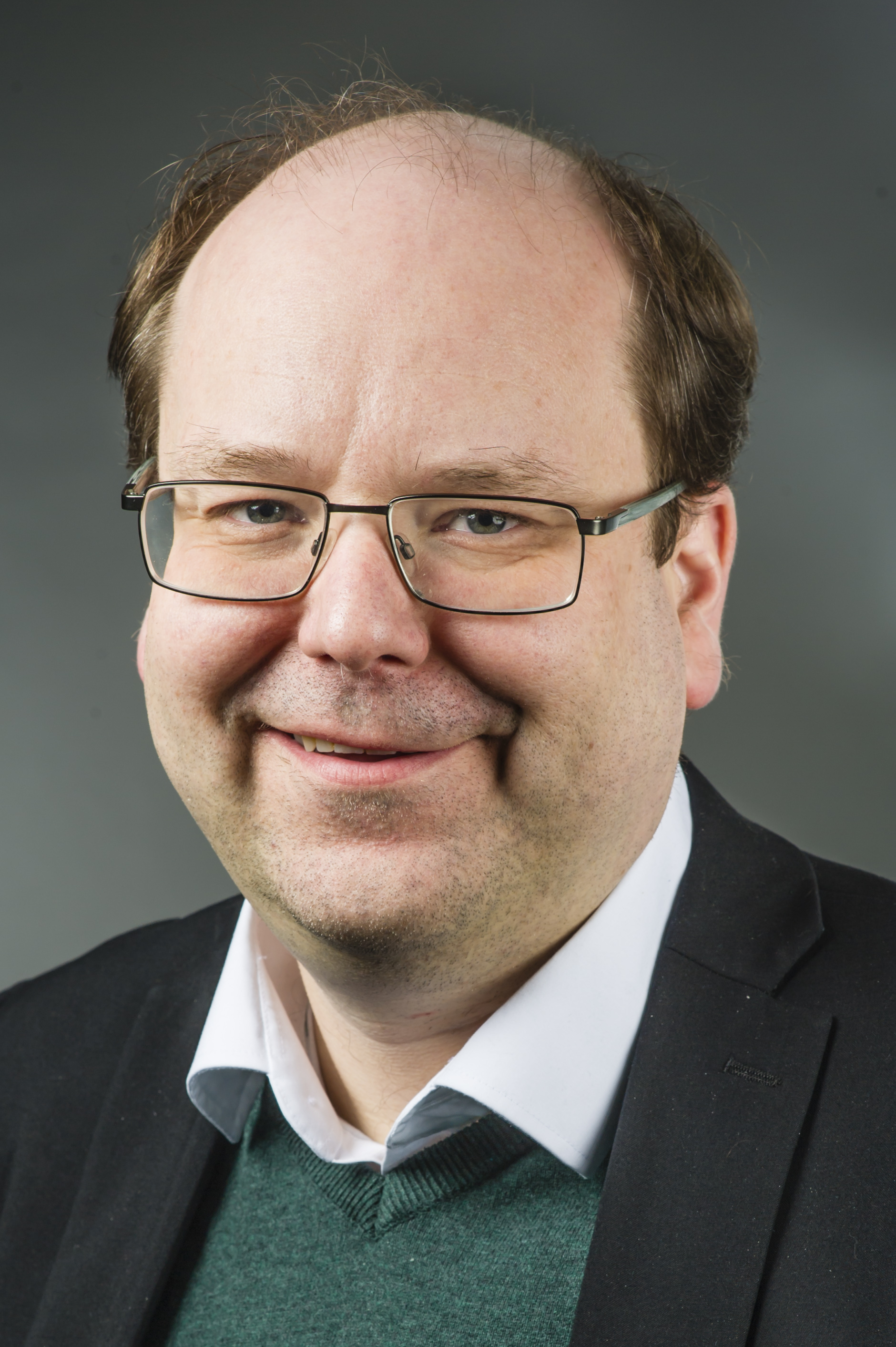
Christian Meyer, 2018

Christian Meyer (* 23. Juli 1975 in Holzminden) ist ein deutscher Politiker (Bündnis 90/Die Grünen). Seit dem 8. November 2022 ist er niedersächsischer Minister für Umwelt, Energie und Klimaschutz.
Vom 19. Februar 2013 bis 21. November 2017 war er Minister für Ernährung, Landwirtschaft und Verbraucherschutz des Landes Niedersachsen im Kabinett Weil I. Von 2008 bis 2022 war Meyer Mitglied des Niedersächsischen Landtages, von August 2010 bis Februar 2013 sowie von November 2017 bis November 2022 als stellvertretender Vorsitzender der Landtagsfraktion Bündnis 90/Die Grünen.

## Leben
Nach dem Abitur im Jahr 1995 am niedersächsischen Campe-Gymnasium Holzminden absolvierte Meyer den Zivildienst im Sprachheilkindergarten der Lebenshilfe Holzminden. Von 1996 bis 2002 studierte er Volkswirtschaftslehre, Öffentliches Recht, Politik- und Medienwissenschaften an der Universität Göttingen mit dem Abschluss Diplom-Sozialwirt. 2003 war er für die Europaabgeordnete Hiltrud Breyer in den Bereichen Klimaschutz, Umwelt, Energie und Atomausstieg in Berlin und Brüssel tätig. Von 2004 bis zum Einzug in den Landtag 2008 war er Geschäftsführer des Fördervereins Ökologische Steuerreform.
Christian Meyer ist ledig und lebt in Holzminden.

## Politisches Wirken
Meyer war von 2006 bis 2013 Ratsherr im Stadtrat Holzminden. Außerdem war er von 1996 bis 2001 und ist er seit 2006 erneut Kreistagsabgeordneter in Holzminden und von 2006 bis 2013 Sprecher der Kreistagsfraktion von Bündnis 90/Die Grünen. 
Bei den Landtagswahlen 2008, 2013, 2017 und Landtagswahl in Niedersachsen 2022 zog er jeweils über die Landesliste in den Niedersächsischen Landtag ein. 
Im Landtagswahlkampf im Januar 2013 versprach Meyer, damals oppositioneller Agrarpolitiker, er wolle als Agrarminister eine „Agrarwende einleiten, EU-Gelder in umweltschonende Bewirtschaftung, Ökolandbau und Tierschutz lenken“. Er griff damit bestehenden Unmut über die negativen Auswirkungen der Massentierhaltung in Niedersachsen auf.
Nachdem Sieg von SPD und Grünen bei der Landtagswahl 2013 war er bis 2017 Minister für Ernährung, Landwirtschaft und Verbraucherschutz im Kabinett Weil I. 
Von 2017 bis 2022 waren die Grünen wieder in der Opposition; Meyer war stellvertretender Vorsitzender der grünen Landtagsfraktion und Sprecher für Naturschutz, Bauen und Wohnen, Bürgerrechte, Regionalentwicklung, Verwaltungsreform, Katastrophenschutz sowie Medien- und Netzpolitik. Hierbei befürwortete er u. a. eine Landesmoorgesellschaft, die alle staatlichen Moorflächen managen, die Wiedervernässung beschleunigen und den Abruf von Fördergeldern bündeln soll.
Bei der Landtagswahl 2022 stand Meyer auf Platz 2 der Landesliste und zog in den Landtag ein. Nach den Koalitionsverhandlungen mit der SPD wurde er am 8. November 2022 zum Umweltminister ernannt. Im Zuge dessen legte er sein Landtagsmandat im Sinne der Trennung von Amt und Mandat nieder. Für ihn rückte Rashmi Grashorn in den Landtag nach.

## Kontroversen

### Paschedag-Affaire
Am 29. August 2013 gab Ministerpräsident Stephan Weil die Abberufung des Staatssekretärs im Niedersächsischen Ministerium für Ernährung, Landwirtschaft und Verbraucherschutz, Udo Paschedag (Grüne), bekannt, der damit vorzeitig in den einstweiligen Ruhestand versetzt wurde. Paschedag habe unter anderem durch eine falsche schriftliche Angabe zu seinem Dienstwagen das Vertrauen verletzt. Als seinem Vorgesetzten wurde Meyer hierbei vorgeworfen, bereits seit Wochen von dem falschen Vermerk gewusst zu haben. Den Rücktrittsforderungen der Opposition aus CDU und FDP kam er nicht nach.

### Mitarbeiterbeschwerden
2016 gab es laut einem Bericht der Hannoverschen Allgemeinen 31 Beschwerden vonseiten der Mitarbeiter im Landwirtschaftsministerium über den Führungsstil des Ministers: Angefangen damit, dass er „bei Begegnungen im Haus seine Mitarbeiter/innen grüßen und nicht komplett ignorieren“ könnte sowie „einen engen Kreis von grünen Parteifreunden um sich [halte] und […] auch nur diesen gegenüber Wertschätzung und einen freundlichen Umgang walten [lasse]“, würden Beförderungsstellen „nach Gutsherrenart“ und bevorzugt an grüne Parteifreunde vergeben. Zudem sei bei einer Personalie die Arbeitnehmervertretung übergangen worden.

### Ministerbesuch in Bevern
Im April 2023 kam Meyer laut Pressemitteilung seines Ministeriums anlässlich eines Projekts gegen Motorradlärm, für das sein Ministerium die Deutsche Umwelthilfe mit 100.000 Euro fördert, zu einem Besuch nach Bevern. Jedoch berichtete der Tägliche Anzeiger: „Wann, wo und mit wem dieser Ministerbesuch genau stattgefunden hat, war aber zumindest im Beveraner Rathaus nicht bekannt.“

## Mitgliedschaften und Preise
Meyer ist Mitglied bei BUND, NABU, Greenpeace, WWF, attac, FÖS, Holzmindener Tafel, Bürgerinitiative Pro Fachhochschule Holzminden und des Bürgerbegehrens gegen den Ausverkauf der Stadtwerke Holzminden und initiierte mehrfach Bürgerbegehren u. a. gegen den Ausverkauf der Stadtwerke Holzminden und die Privatisierung der Abfallwirtschaft.
2015 verlieh ihm der Deutsche Berufs- und Erwerbsimkerverband wegen seines „beispielhaften Engagements für Imkerei und Bienen“ den „goldenen Stachel“.
2017 wurde Meyer von dem European Milk Board (EMB) mit der goldenen „Faironika“ ausgezeichnet, um sein Engagement für höhere und faire Milchpreise zu würdigen.